# Epizod III Wirus
Epizod III: Wirus – drugi album polskiego rapera Owala. Odbiega ona od stylu znanego z poprzednich płyt tego rapera. Powstała przy współpracy wielu artystów. Mixem i masteringiem całości zajął się Doniu.
Pochodząca z albumu piosenka „Rapteatr” znalazła się na 48. miejscu listy 120 najważniejszych polskich utworów hip-hopowych według serwisu T-Mobile Music.

## Lista utworów
1. „Wirus” (muzyka: Nolte, skrecze: Dj Hen) – 03:19
2. „Epizod III” (muzyka: Kada, skrecze: Dj Hen) – 03:31
3. „Jestem w grze” gościnnie: Doniu (muzyka: Doniu, skrecze: Dj Hen) – 03:18
4. „M Do C (muzyka: O.S.T.R., skrecze: Dj Hen) – 02:42
5. „Koncert w Polsce” (muzyka: Doniu, skrecze: Dj Hen) – 03:43
6. „Fajna piosenka hiphop” gościnnie: Kada (muzyka: WDK, skrecze: Dj Hen) – 03:46
7. „Mam misję” (muzyka: Doniu, skrecze: Dj Hen) – 02:38
8. „Może możesz” (muzyka: DNA, skrecze: Dj Hen) – 03:20
9. „Rapteatr” gościnnie: Mezo (muzyka: Tabb, skrecze: Dj Hen) – 03:41
10. „Sprawdź towar” (muzyka: Ike, skrecze: Dj Hen) – 03:07
11. „Przełom” gościnnie: Kada (muzyka: Doniu) – 03:21
12. „Kiedyś” (muzyka: Ike, skrecze: Dj Hen) – 03:17
13. „Powiedz” gościnnie: Doniu, Kris, Liber (muzyka: DNA) – 05:16
14. „Wybierz” (muzyka: WDK) – 04:33